# Piptomeris vernicosa
Piptomeris vernicosa là một loài thực vật có hoa trong họ Đậu. Loài này được (F. Muell. ex Benth.) Greene miêu tả khoa học đầu tiên năm 1893.